# Ixylasia trogonoides
Ixylasia trogonoides là một loài bướm đêm thuộc phân họ Arctiinae, họ Erebidae.